# پروانهٔ علم طراحی
پروانهٔ علم طراحی (SL ) یک مجوز کپی لفت برای هر نوع محتوای آزاد مانند متن، تصویر، یا موسیقی است. برخلاف سایر مجوزهای آزاد، DSL برای استفاده در هر نوع اثر دارای حق تکثیر، از جمله اسناد و کد منبع در نظر گرفته شده بود. این پروانه، اولین مجوز «کپی لفت تعمیم یافته» به حساب می‌آید و توسط میشل استاتز نوشته شده است.
پروانهٔ DSL در دهه ۹۰ میلادی و پیش از تشکیل کرییتیو کامنز منتشر شد. به محض ورود کرییتیو کامنز، استاتز اعلام کرد که زمان استفاده از DSL به پایان رسیده و دیگر استفاده از آن را توصیه نمی‌شود.

## لینک های خارجی
- متن مجوز علم طراحی